# 胡福明
胡福明（1935年7月—2023年1月2日），江苏无锡人，中华人民共和国学者、政治人物，南京大学教授，江苏省政协原副主席。

胡福明教授

## 生平
1955年9月就读于北京大学新闻专业，次年入中国人民大学哲学研究班学习，1962年毕业，任教于南京大学政治系（后更名哲学系）。
1978年5月11日，《光明日报》发表由胡福明撰写，后经数度修改的特约评论员文章《实践是检验真理的唯一标准》。1982年11月，胡福明调任中共江苏省委宣传部副部长。
2018年12月18日，在庆祝改革开放40周年大会上，胡福明获改革先锋称号。
2023年1月2日因感染新冠病毒引發併發症逝世，享年87岁。